# 讷尔巴里
讷尔巴里（Nalbari），是印度阿萨姆邦讷尔巴里县的一个城镇。总人口23177（2001年）。

## 人口
该地2001年总人口23177人，其中男性12130人，女性11047人；0—6岁人口2502人，其中男1306人，女1196人；识字率79.26%，其中男性为83.16%，女性为74.99%。